# Eunice zonata
Eunice zonata är en ringmaskart som beskrevs av Delle Chiaje 1841. Eunice zonata ingår i släktet Eunice och familjen Eunicidae. Inga underarter finns listade i Catalogue of Life.